# Sertã
Sertã là một huyện thuộc tỉnh Castelo Branco, Bồ Đào Nha. Huyện này có diện tích 447 km², dân số thời điểm năm 2001 là 16720 người.